# Sandsäck

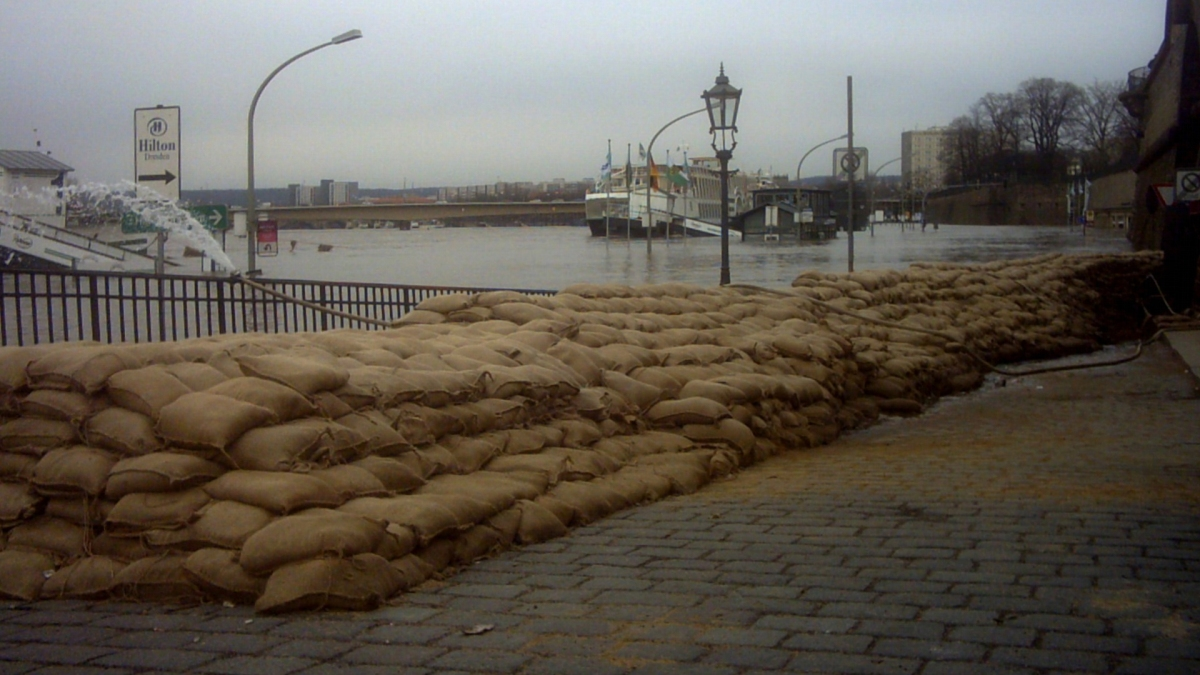
Sandsäckar i Dresden, Tyskland efter Elbes översvämning 2006.

Sandsäck är en säck med sand i, oftast åsyftas den typ av sandsäckar som används till fördämningar och stridsvärn i väpnade konflikter. Ordet kan även ha en bredare betydelse, till exempel för de sandfyllda takupphängda säckar som används för att träna boxning på.
Det militära bruket av sandsäckar är för fortifikationer i fält eller som en temporär åtgärd för att skydda civila byggnader. Sand är fördelaktigt för detta ändamål då det är mycket billigt att sätta upp och ofta kan tillverkas på plats. Den friktion som skapas av jord eller sandkorn och många små luftutrymmen gör att sandsäckar är ett effektivt skydd mot explosioner och fientlig eld. Dimensionerna och vikten på sandsäckar som används för att fortifiera är ofta noggrann så att säckarna kan placeras likt tegelstenar och inte är för tunga att bära omkring. Vanliga sandsäckars livstid är inte lång, och skyddsstrukturer som planeras att hållas under en längre tid kan målas med cement.